# Ruyigi (provincie)
Ruyigi is een provincie van Burundi. De provincie ligt in
het oosten van het land tegen de grens met Tanzania. De provincie heeft een oppervlakte
van ruim 2300 km² en een inwonersaantal van naar schatting 300.000 in 1999.
De hoofdstad van de provincie is Ruyigi.

## Grenzen
De provincie grenst aan één buurland van Burundi:
- De regio Kigoma van Tanzania in het oosten.

Andere grenzen heeft Ruyigi met vier provincies:
- Cankuzo in het noorden.
- Rutana in het zuiden.
- Gitega in het zuidwesten.
- Karuzi in het noordwesten.

## Communes
De provincie is verder onderverdeeld in zeven gemeenten:
- Butaganzwa
- Butezi
- Bweru
- Gisuru

- Kanyinya
- Nyabitsinda
- Ruyigi

Bubanza · Bujumbura Mairie · Bujumbura Rural · Bururi · Cankuzo · Cibitoke · Gitega · Karuzi · Kayanza · Kirundo · Makamba · Muramvya · Muyinga · Mwaro · Ngozi · Rumonge · Rutana · Ruyigi